# 5234 Sechenov
5234 Sechenov (1989 VP) là một tiểu hành tinh vành đai chính được phát hiện ngày 4 tháng 11 năm 1989 bởi L. G. Karachkina ở Nauchnyj.